# Мера риска
Мера риска — это функция, которая позволяет получить оценку финансового риска для некоторого портфеля активов в количественном выражении (чаще всего денежном). Мера риска используется для того, чтобы определить размер резервного капитала необходимого для удовлетворения требований регулятора.

## Свойства
С точки зрения финансовой математики, мера риска — это функция, которая отображает случайную величину (которая, например, может соответствовать будущей стоимости активов в портфеле) на множество вещественных чисел. Общепринятым обозначением для меры риска, связанной со случайной величиной {\displaystyle X}, является {\displaystyle \rho (X)}.
Мера риска {\displaystyle \rho :{\mathcal {L}}\to \mathbb {R} \cup \{+\infty \}} должна удовлетворять следующим свойствам:
Нормализованность
{\displaystyle \rho (0)=0}
Если в портфеле нет активов, то он не несет никакого риска.
Постоянная трансляция
{\displaystyle \mathrm {If} \;a\in \mathbb {R} \;\mathrm {and} \;Z\in {\mathcal {L}},\;\mathrm {Then} \;\rho (Z+a)=\rho (Z)-a}
Добавление безрискового актива к портфелю (например, некоторой суммы наличных денег) уменьшает риск по этому портфелю на величину этого актива.
Монотонность
{\displaystyle \mathrm {If} \;Z_{1},Z_{2}\in {\mathcal {L}}\;\mathrm {and} \;Z_{1}\leq Z_{2},\;\mathrm {Then} \;\rho (Z_{2})\leq \rho (Z_{1})}
Если портфель {\displaystyle Z_{2}} всегда содержит более надежные активы, чем портфель {\displaystyle Z_{1}} для почти всех сценариев, то риск портфеля {\displaystyle Z_{2}} должен быть меньше, чем риск портфеля {\displaystyle Z_{1}}. Например, {\displaystyle Z_{1}} — это опцион на покупку акции и {\displaystyle Z_{2}} — это такой же опцион, но с меньшим страйком.

## Примеры

### Следующие меры риска широко используются на практике
- Value At Risk
- Expected shortfall
- Величина кредитного требования, подверженная риску дефолта

### Дисперсия как мера риска
Дисперсия (или среднее квадратичное отклонение) не является мерой риска, так как она не соответствует указанным выше свойствам монотонности и постоянной трансляции. В самом деле, {\displaystyle Var(X+a)=Var(X)\neq Var(X)-a} для всех {\displaystyle a\in \mathbb {R} }.

## Когерентная мера риска
Понятие когерентной меры риска было введено Артцнером, Делбином, Эбером и Хифом в 1998 году. Мера риска считается когерентной, если помимо указанных выше свойств, она также удовлетворяет следующим требованиям:
Суб-аддитивность
{\displaystyle \mathrm {If} \;Z_{1},Z_{2}\in {\mathcal {L}},\;\mathrm {Then} \;\rho (Z_{1}+Z_{2})\leq \rho (Z_{1})+\rho (Z_{2})}
Принцип диверсификации: риск по двум активам, объединённым в один портфель, не может быть большим, чем суммарный риск по каждому их активов в отдельности. Применение неттинга также позволяет снизить совокупный риск портфеля.
Однородность
{\displaystyle \mathrm {If} \;\alpha \geq 0\;\mathrm {and} \;Z\in {\mathcal {L}},\;\mathrm {Then} \;\rho (\alpha Z)=\alpha \rho (Z)}
Грубо говоря, удваивая портфель, мы удваиваем риск.
Также можно сказать, что мера риска является когерентной, если её можно представить в виде супремума математических ожиданий возможных потерь по некоторому семейству вероятностных мер P:
{\displaystyle \rho (X)=\sup {E_{P}[\rho (X)|P\in Q]}}
Меры P можно рассматривать как сценарии развития событий на рынке, а Q — как набор всех возможных сценариев. При такой интерпретации когерентные меры оценивают средние потери при наихудшем развитии событий.
Value At Risk не является когерентной мерой риска, так как не удовлетворяет свойству суб-аддитивности. Для иллюстрации используем следующий пример. Допустим, мы пытаемся посчитать VaR для доверительного уровня 95 % и временного горизонта 1 год. Портфель состоит из двух облигаций с нулевым купоном, которые будут погашены через 1 год. Также предположим, что:
- Текущая доходность этих облигаций составляет 0 %
- Они имеют различных эмитентов
- Вероятность дефолта по каждой из облигаций в течение следующего года составляет 4 % и эти вероятности независимы

Тогда 95 % VaR для портфеля, который состоит из одной такой облигации, составляет 0, так как вероятность дефолта облигации (4 %) меньше, чем доверительный уровень (5 %). Однако, если мы включим в портфель 50 % каждой из облигаций, тогда вероятность, что дефолт будет объявлен хотя бы по одной из облигаций, составит 7,84 % и превысит 5 % доверительный уровень, а значит VaR будет больше 0. Это является нарушением свойства суб-аддитивности, так как диверсифицированный портфель должен иметь меньший риск.